# Colibrí d'Alice
El colibrí d'Alice (Aglaeactis aliciae) és una espècie d'ocell de la família dels troquílids (Trochilidae) que habita les vessants dels Andes al nord del Perú.